# Dealul Cetății Deva (sit SCI)
Dealul Cetății Deva este un sit de importanță comunitară (SCI) desemnat în scopul protejării biodiversității și menținerii într-o stare de conservare favorabilă a florei spontane și faunei sălbatice, precum și a habitatelor naturale de interes comunitar aflate în arealul zonei protejate. Acesta este situat în sud-vestul Transilvaniei, pe teritoriul județului Hunedoara.

## Localizare
Aria naturală se află în partea centrală a județului Hunedoara, pe teritoriul administrativ (nord-vestic) al municipiului Deva, in imediata apropiere de drumul național DN7.

## Descriere
Zona a fost declarată sit de importanță comunitară prin Ordinul Ministerului Mediului și Dezvoltării Durabile Nr.1964 din 13 decembrie 2007 (privind instituirea regimului de arie naturală protejată a siturilor de importanță comunitară, ca parte integrantă a rețelei ecologice europene Natura 2000 în România) și se întinde pe o suprafață de 113,3 hectare.
Situl reprezintă o zonă  naturală (păduri de foioase, terenuri arabile) ce aparține bioregiunii colinare a Transilvaniei, încadrată în regiunea geografică alpină aflată la poalele Munților Poiana Ruscă (grupă montană ce aparține Carpaților Occidentali) și continentală a depresiunii Hunedoarei. Aceasta este  constituită din două corpuri separate ce includ rezervațiile naturale: Dealul Colț și Dealul Zănoaga (78,40 ha) și Dealul Cetății Deva (30 ha). În arealul sitului (la baza superioară a acestuia) se află Cetatea romanică a Devei datată din anul 1269.

## Biodiversitate
Situl Cetății Deva dispune de patru tipuri de habitate (Păduri dacice de stejar și carpen, Păduri de stejar cu carpen de tip Galio-Carpinetum, Păduri din Tilio-Acerion pe versanți abrupți, grohotișuri și ravene și Păduri ilirice de stejar cu carpen Erythronio-Carpiniori); ce adăpostesc și conservă o gamă faunistică și floristică diversă,  exprimată atât la nivel de specii cât și la nivel de ecosisteme terestre.

### Faună
Specii faunistice protejate prin lege (sau aflate pe lista roșie a IUCN), semnalate în arealul sitului:
Reptile și amfibieni: șarpele de alun (Coronella austriaca), șarpele lui Esculap (Elaphe longissima), năpârcă (Natrix natrix), viperă cu corn (Vipera ammodytes), gușter (Lacerta viridis), șopârlă de pădure (Lacerta praticola), șopârla de zid (Podarcis muralis), broască râioasă verde (Bufo viridis), brotacul verde de copac (Hyla arborea), broasca-roșie-de-munte (Rana temporaria), broasca-roșie-de-pădure (Rana dalmatina), broască râioasă (Bufo bufo); 
Nevertebrate: melc de livadă (Helix pomatia); coleoptere (gândaci) cu specii de: Coprimorphus scrutator (cărăbuș) Sphenoptera antiqua, Agrilus cyanescens, Phytoecia cylindrica, Silpha carinata, Ablattaria laevigata, Cardiophorus ruficollis, Rhamnusium bicolor; precum și mai mulți fluturi din speciile Gnophos obscuratus, Maculinea arion (albăstrița pătată), Mellicta parthenoides, Parnassius mnemosyne, Satyrium pruni, Carcharodus floccifera, Glaucopsyche alexis, Scolitantides orion, Melitaea cinxia, Melitaea phoebe, Melitaea trivia, Melitaea didyma, Neptis sappho, Boloria euphrosyne, Iphiclides podalirius (coada rândunicii), Papilio machaon, Aglia tau.
La baza desemnării sitului se află fluturele-tigru, un lepidopter din specia Callimorpha quadripunctaria, protejat prin Directiva Consiliului European 92/43/CE (anexa I-a) din 21 mai 1992 (privind conservarea habitatelor naturale și a speciilor de faună și floră sălbatică).

### Floră
Flora ariei protejate are în componență arbori și arbusti cu specii de: fag (Fagus sylvatica), gorun (Quercus petraea), stejar (Quercus robur), carpen (Carpinus betulus), arțar (Acer platanoides), tei (Tilia cordata), frasin (Fraxinus excelsior), jugastru (Acer campestre), mesteacăn (Betula pendula), ulm (Ulmus glabra), arțar (Acer platanoides), alun (Corylus avellana), păducel (Crataegus monogyna), afin (Vaccinum myrtillus L.), soc negru (Sambucus nigra), mur (Rubus fruticosus), zmeur (Rubus idaeus) sau măceș (Rosa canina). Printre elementele floristice aflate la nivelul ierburilor se află o specie de milițea (Silene csereii) și un rogoz din specia Carex stenophylla.

## Monumente și atracții turistice
În vecinătatea sitului se află câteva obiective de interes istoric, cultural și turistic; astfel:

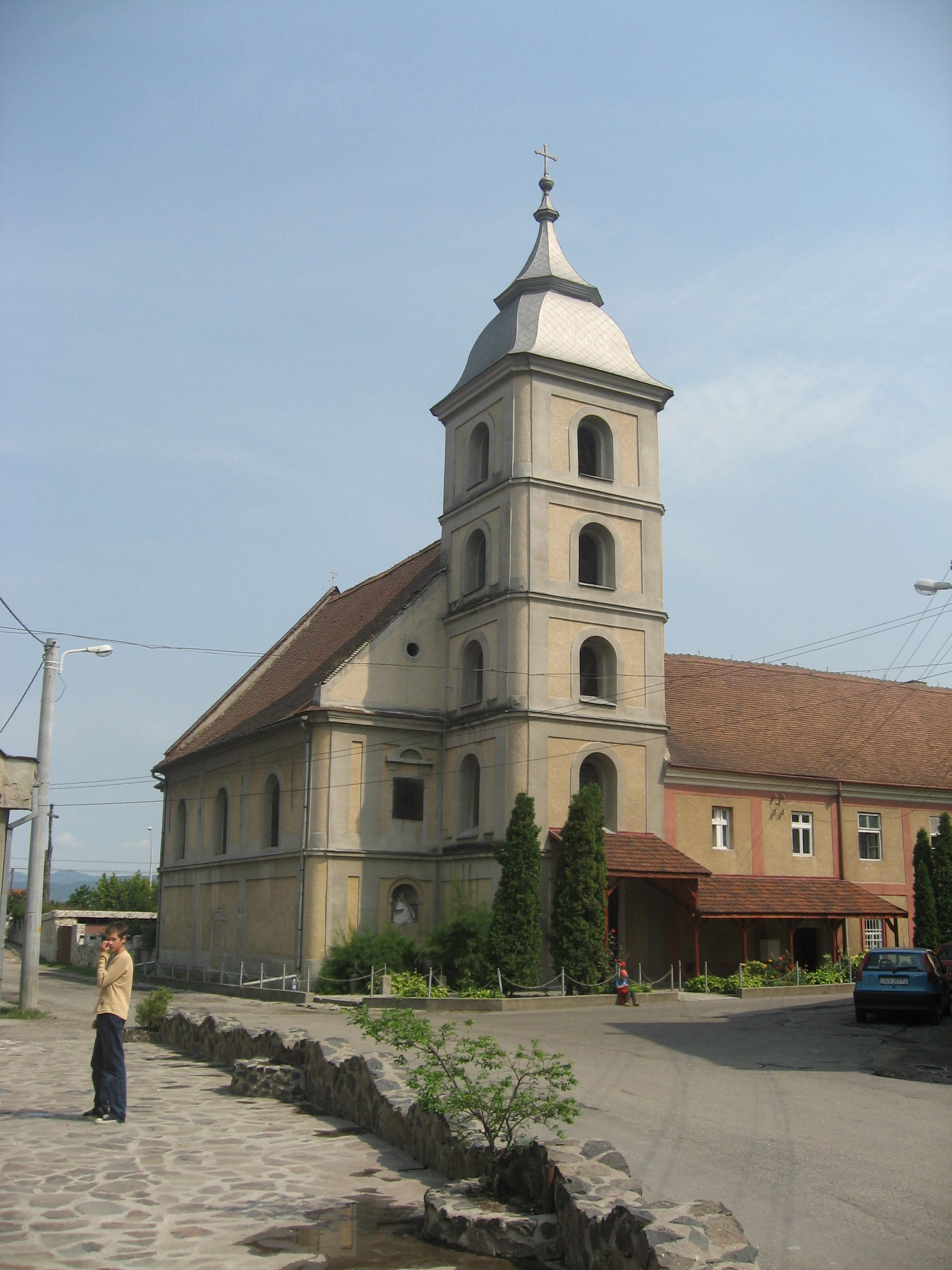
Biserica Mănăstirii franciscane

- Mănăstirea franciscană, construcție secolul al XVIII-lea, monument istotic (cod LMI HD-II-a-B-03231).
- Biserică reformată, construcție 1908 - 1910, monument istotic (cod LMI HD-II-m-B-03234).
- Sinagoga, construcție 1896, monument istotic (cod LMI HD-II-m-B-03230).
- Magna Curia (Castelul Bethlen) (azi Muzeul Civilizației Dacice și Romane Deva), construcție secolul al XIV-lea, monument istotic (cod LMI HD-II-m-A-03225).
- Palatul Administrativ (azi sediul Prefecturii și al Consiliului Județean Hunedoara), construcție 1890, monument istotic (cod LMI HD-II-m-B-03224).
- Teatrul Orășenesc (azi Teatrul de Artă Dramatică Deva), construcție 1911, monument istotic (cod LMI HD-II-m-B-03222).
- Ansamblul Cetatea medievală Deva, construcție secolul al XIII-lea, monument istotic (cod LMI HD-II-a-A-03216).
- Situl arheologic "Dealul Cetății" de la Deva (așezări atribuite perioadelor: Hallstatt; Epoca bronzului, Cultura Wietenberg; Neolitic, Cultura dacică).
- Rezervația naturală de tip forestier Pădurea Bejan (70 ha).